# Karolingisk arkitektur
Karolingisk arkitektur kan betegnes som en meget tidlig, romansk bygningskunst. Formsproget i perioden 700-911 bærer tydeligt præg af indflydelse fra Ravenna og Rom og kan sagtens udgøre et forstadie til gotikken. Der findes kun meget få bygninger bevaret. Det største af dem er Karl den stores slotskapel i Aachen.

## Kirkebyggerier
En typisk karolingisk kirkebygning bestod af to sideskibe, rundbuearkader, bemalede friser, klerestorium, fladt trætag, triumfbue, transept, kor med apsis, et vestværk ofte med apsis og tværskib.

## Byer
- Aachen
- Germigny-des-Prés
- Centula
- Oberzell og Mittelzell, Reichenau, 800-tallet

## Ekstern henvisning
- Wikimedia Commons har flere filer relateret til Karolingisk arkitektur